# Any Time, Any Place
"Any Time, Any Place" é uma canção da cantora norte-americana Janet Jackson lançada como quinto single de seu quinto álbum de estúdio, Janet (1993) em janeiro do mesmo ano. Conseguiu alcançar o 2º lugar na Billboard Hot 100. Janet cantou a música em algumas de suas turnês. Trechos da canção foram incluídos em The Velvet Rope Tour antes da apresentaçao de "Rope Burn".

## Comercialmente
A canção ocupou o número a 1ª posição na Billboard de canções Hot R&B/Hip-Hop por dez semanas (um recorde na época). Se tornou o maior hit de Jackson no gráfico, mas também chegou à segunda posição no Billboard Hot 100 (atrás All-4-One "I Swear"), enquanto vira o sucesso limitado na Europa e na Austrália.

## Videoclipe
O vídeo de "Any Time, Any Place" foi dirigido por Keir McFarlane. Janet é obrigada a jogar jogos sexuais com um homem do outro lado do corredor. O vídeo tinha a mensagem de funcionar como uma campanha para o sexo seguro. Uma versão alternativa do vídeo com o R. Kelly Mix foi divulgada com mais cenas explícitas, além de voyeurismo e outras circunstâncias íntimas da cantora. No final do vídeo, a tela fica preta e revela uma mensagem: "a qualquer hora, em qualquer lugar ...... seja responsável". Ambas as versões do vídeo são apresentados no 1994 VHS Janet, enquanto o original aparece na edição de 2001 DVD's All for You e em 2004 no DVD From Janet. a Jo Damita: The Videos.